# Маскарди, Эванхелина
Эванхелина Маскарди (исп. Maria Evangelina Mascardi; род. 1977, Буэнос-Айрес) — итальянская гитаристка и лютнистка аргентинского происхождения, специалист по аутентичному исполнительству.
Окончила в Буэнос-Айресе музыкальную школу имени Хуана Педро Эснаолы, получив диплом учителя музыки; изучала игру на гитаре у Сильвии Фернандес и Габриэля Шебора. С 1997 года живёт в Европе. Изучала игру на лютне в Базельской музыкальной академии под руководством Хопкинсона Смита, окончив курс в 2001 году; затем совершенствовала своё мастерство в Венецианской консерватории у Тициано Баньяти.
С начала XXI века концертирует как солистка и в составе различных коллективов старинной музыки как исполнительница партии basso continuo. Среди дирижёров, с которыми работала Маскарди, — Филипп Херревеге, Жорди Савалль, Рене Якобс, Марк Минковский, Саймон Рэтл; на счету Маскарди около 30 дисков в составе ансамблей и оркестров и три сольных диска с сочинениями Иоганна Себастьяна Баха (2003), Сильвиуса Леопольда Вайса (2009), Беллерофонте Кастальди (2011) и брюссельского лютниста рубежа XVII—XVIII веков Лорана де Сен-Люка (2018).
Преподавала в Мюнхенской высшей школе музыки, является художественным руководителем курсов старинной музыки имени Оттавиано Альберти в Орте (Италия).